# Raimo Ylipulli
Raimo Esko Tapio Ylipulli, född 13 juni 1970 i Rovaniemi i Lapplands län, är en finländsk tidigare backhoppare. Han representerade Ounasvaaran Hiihtoseura i hemstaden Rovaniemi.

## Karriär
Raimo Ylipulli debuterade internationellt 16 år gammal i världscupen i skidflygningsbacken i Vikersund i Norge 16 februari 1986. Han blev nummer 14 i tävlingen. Han var första gången på prispallen i en deltävling i världscupen 30 mars 1991 i stora backen i Štrbské Pleso i Tjeckien då han blev nummer 3, efter Stephan Zünd från Schweiz och Mikael Martinsson från Sverige. Han blev som bäst nummer 15 sammanlagt i världscupen, säsongen 1990/1991. Samma säsong blev han nummer 16 totalt i tysk-österrikiska backhopparveckan, vilket var hans bästa resultat i backhopparveckan.
Under Skid-VM 1991 i Val di Fiemme i Italien tävlade Raimo Ylipulli i samtliga grenar. Han blev nummer 21 i normalbacken och nummer 20 i stora backen. I lagtävlingen vann han en silvermedalj tillsammans med Ari-Pekka Nikkola, Vesa Hakala och Risto Laakkonen. Finland var 4,8 poäng efter guldvinnarna från Österrike och 13,4 före Tyskland som vann bronsmedaljerna.
Ylipulli deltog i olympiska spelen 1994 i Lillehammer i Norge. Han startade i tävlingarna i stora Lysgårdsbakken. Individuellt blev han nummer 18 och i lagtävlingen blev finländska laget (Raimo Ylipulli, Janne Väätäinen, Janne Ahonen och Jani Soininen) nummer fem, 70,6 poäng efter segrande Tyskland och 19,4 poäng från bronsmedaljen.
Raimo Ylipulli deltog i sin sista internationella tävling i Thunder Bay i Kanada 27 mars 1994 då han blev nummer 21 i världscuptävlingen där.

## Övrigt
Raimo Ylipulli er bror till Jukka Ylipulli, utövare av nordisk kombination (brons i OS 1984), och backhopparna Tuomo Ylipulli (guld i Skid-VM 1985 och 1987 och i OS 1988) och Heikki Ylipulli.